# Katak, la petita balena
Katak, la petita balena (títol original en francès, Katak, le brave béluga) és una pel·lícula d'animació canadenca de 2023 dirigida per Christine Dallaire-Dupont i Nicola Lemay. La pel·lícula se centra en Katak, un jove beluga que viu al fiord de Saguenay i que té fama de tenir un desenvolupament tardà, ja que encara és gris i no s'ha tornat blanc com la majoria de belugues de la seva edat; amb ganes de demostrar la seva maduresa i coratge, s'embarca en una recerca per trobar el seu avi al mar del nord. S'ha doblat i subtitulat al català.
La pel·lícula es va estrenar tant en anglès com en francès, amb Ginette Reno com a únic membre del repartiment que va doblar el mateix personatge en ambdós idiomes.
La producció de la pel·lícula es va anunciar per primera vegada el 2020, sota el títol provisional Beluga Blues.